# Ribasia erythrogaster
Ribasia erythrogaster är en stekelart som beskrevs av Ceballos 1920. Ribasia erythrogaster ingår i släktet Ribasia och familjen brokparasitsteklar. Inga underarter finns listade i Catalogue of Life.